# Vuelve a la vida

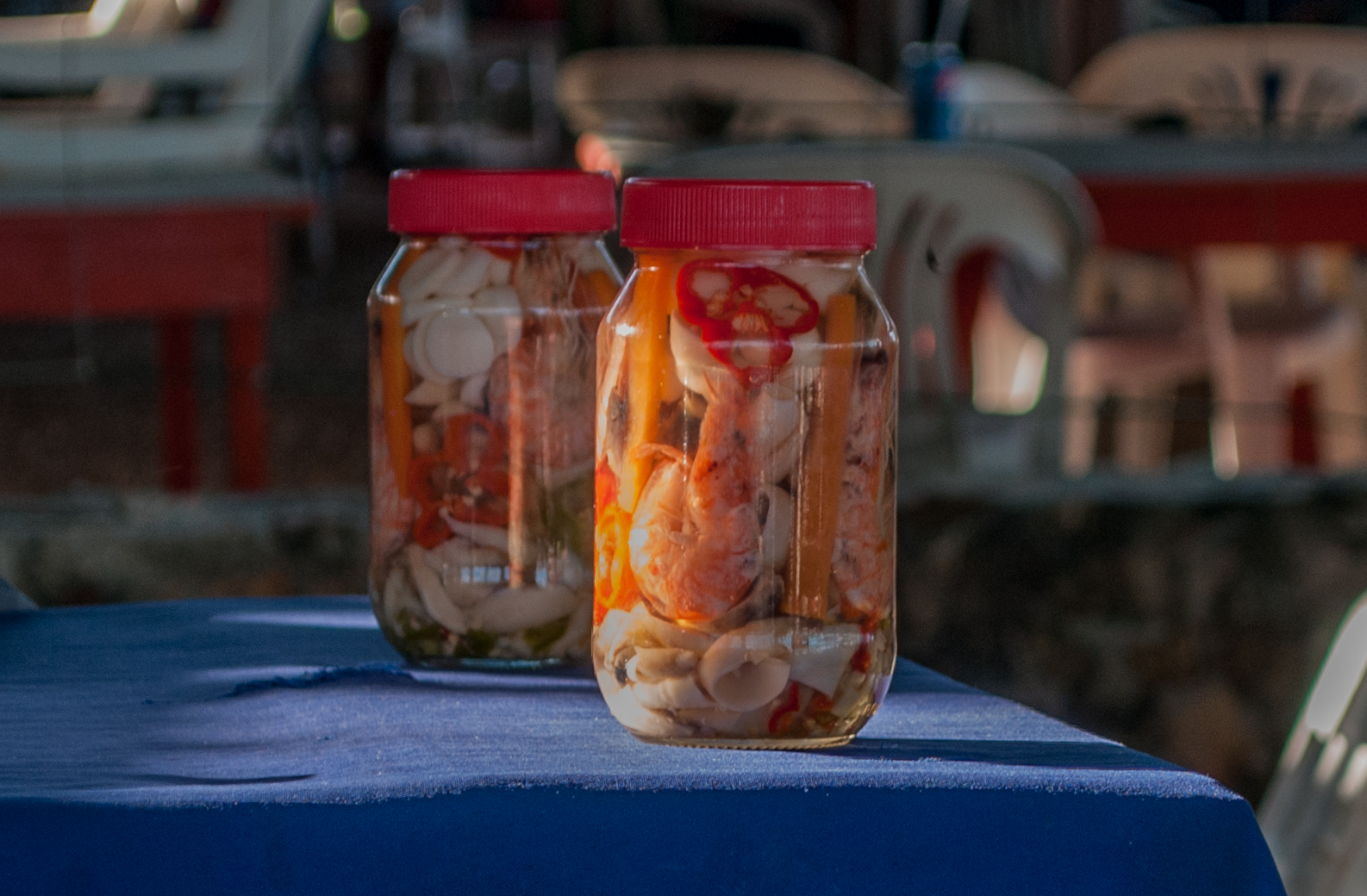
Cóctel típico de mariscos servido en las costas venezolanas

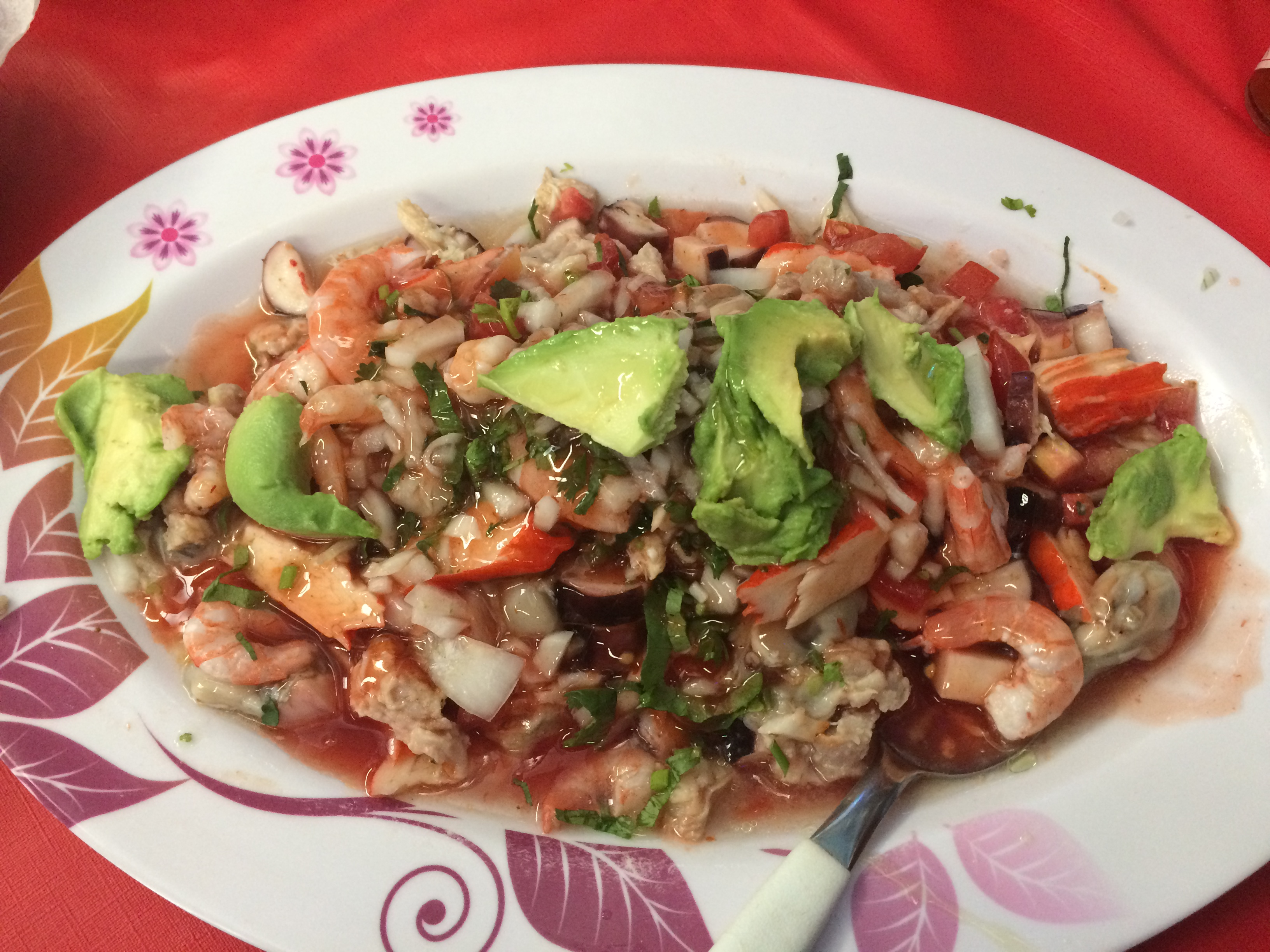
Vuelve a la vida, versión mexicana.

Vuelve a la vida es un preparado de mariscos originario de Venezuela y sus costas. Se debe a la creencia popular de las propiedades afrodisíacas que tienen los mariscos en esta presentación.
En las costas de Venezuela se acostumbra a comprarlo en forma de encurtidos dentro de un frasco de vidrio a los vendedores ambulantes, aunque también se puede conseguir en restaurantes.
Ingredientes típicos: Camarones, mejillones, almejas, calamares, vieiras mezclados con extracto de limón, naranja, tomate, cilantro, cebolla, ají dulce, sal y pimienta.
A pesar de su origen en las costas Venezolanas, en ciertas zonas geográficas como México, se utiliza el término "vuelve a la vida" para ciertos preparados de mariscos, aunque se asemeja más a un ceviche.